# Обични пасуљ
Пасуљ или грах (стгрч. φασόλι , лат. Phaseolus vulgaris), једногодишња је биљка из породице бобова (Fabaceae, махунарке). Пореклом је из Јужне Америке, а у Европи се први пут спомиње 1542. Пасуљ спада у поврће високе биолошке вредности. Манифестација посвећена овом јелу назива се пасуљијада.
Пасуљ је биљка која се узгаја широм света због јестивог сувог семена (познатог само као "пасуљ") или незрелих плодова (махуна). Његов лист се такође повремено користи као поврће и слама за сточну храну (крма). По његовој ботаничкој припадности сврстава се заједно с другим врстама рода Phaseolus, као члановима махунарки породице Fabaceae, чија већина усваја атмосферски азот који им је потребан за повезивање у ризобијум, облик симбиотске азотофиксатора са бактеријама.
Обични пасуљ је веома променљива врста која има дугу историју узгоја. Сви дивљи чланови ове врсте имају способност пењања уз чврсти ослонац, као што су традиционална притка или дуги танки колац. Друге главне врсте које се комерцијално узгајају су пасуљ „чучо” (ниски) (Phaseolus coccineus) и боб (Vicia faba).
Пасуљ се узгајају на свим континентима осим Антарктика. Бразил и Индија су највећи произвођачи сувог зрна, док Кина производи далеко највеће количина бораније. У 2010. широм света је убрано 23 милиона тона сувог зрна и 17,1 милион тона бораније.
Дивљи Phaseolus vulgaris потиче из Америке и био је припитомљен одвојено у Средњој Америци и у подручју Анда. Тако су настала два одвојена генофонда, који се одржавају и данас. Заједно са тиквама (род Cucurbita) и кукурузом, пасуљ је један од „три сестре” у средишту пољопривреде аутохтоних народа Америке.

## Опис
Обични пасуљ је веома променљива врста са дугом историјом. Жбунасте сорте стварају усправно грмље, високо 20 – 60 , док повијуше („приткашице”) стварају лозе висине/дужине 2 – 3 m. Све сорте имају алтернативне, зелене или љубичасте листове, који су подељени у три овална, глатка оштра режња, сваки дуг по 6–15 .
Цветови су бели, ружичасти или љубичасти, око 1  дуги, а дају могућност да се развије махуна дуга 8 – 20  и широка 1-1,5 . Могу бити зелене, жуте, црне или љубичасте боје, од којих свака садржи 4-6 зрна. Грашци су глатки, буцмасти, бубрежасти, дуги до 1,5 , разноврсних боја, а често су прошарани у две или више боја.

## Сорте
Овој врсти припадају многе познате сорте пасуља, па списак испод није на било који начин исцрпан. Постоје и жбунасте (ниске) и сорте повијуше. Боје и облици махуна и семена варирају у широком распону.
| Тип          | Слика | Опис |
| ------------ | ----- | --- |
| Црна корњача |       | Црни пасуљ корњача има мало, сјајноцрно семе. Посебно је популаран у латиноамеричкој кухињи. |
| Брусница     |       | Брусница пасуљ је настао у Kолумбији као каргаманто пасуљ. или „римска зрна” су разне варијанте које су узгојене у Италији да имају дебљу кожу. Много се употребљавају у медитеранској кухињи. |
| Флажоле      |       | Флажпжет (фажол) пасуљ се често једе у Француској. Семе је мало, светлозелено и бубрежасто. Текстура је још кремаста ако се чува зрнаста током кувања, као када је свежа, али полусува. |
| Бубрежасти   |       | Овај пасуљ, такође познат и као црвени пасуљ, добио је име по визуелној сличности у облику и боји са бубрегом. Понекад се користи за „чили карне”, те је саставни део кухиње у северном делу Индије. Такође се користе у Њу Орлеансу и иначе много у јужној Луизијани, као креолско јело „црвени пасуљ и рижа”. |
| Пасуљасти    |       | Сорта под називом „грашак пасуљ” забележена је у Британији, још од 16. века. У САД назив „грашак пасуљ” се такође користи за описивање ситног белог пасуља, а исто име се користи за која је подврста , који се називају дворишни дуги пасуљ и крављи пасуљ. Семе британског грашкастог пасуља је вишебојно црвеносмеђе и бело. Биљке су типске пењачице. Зрна се једу у махуни, као што то раде Французи или се могу брати зрели и јести као и сваки други сушени пасуљ. |
| Ружичасти    |       | Зрна овог пасуља су ситна, бледо ружичаста, овалног облика, позната по шпанском називу habichuelas rosadas. У подручју Санта Марија, Калифорнија назива се (= розе и мали) и комерцијално се узгаја на местима изнад градића Санта Марија, те је неопходни састојак у роштиљу стила „Санта Марија”. |
| Пинто        |       | Пинто пасуљ је добио име по ишараној кожи (како се означавају и шарени коњи). Најчешћи је пасуљ у САЂа, а најчешће се једе цели у супи или пиреу. Цели пасуљ и пире су заједнички за пуњење „бурито” специјалитета и справљање попрженог пасуља. Младе махуне се могу брати и кувати још као зелени пинто пасуљ. |
| Бели         |       | Морнарски пасуљ или Харикот пасуљ посебно је популаран у Великој Британији и Сједињеним Америчким Државама. Остали бели пасуљи укључују канелини, популарна сорта у средњој и јужној Италији. Бели пасуљ је најзаступљенији као биљни извор фосфатидилсерина. |
| Жути         |       | 'Синалоа Азуфрадо', 'Сумпор', 'Мајокоба', и 'Перуано' (који се назива Канари) су врсте жутог пасуља. Перуански пасуљ је ситан, овалан, жути пасуљ око 0,5-1 дуг, с танком кожом. Када је куван, има кремасту текстуру. Без обзира на име („перуански пасуљ”), пореклом је из Мексика. Жути пасуљ је неуобичајен у САД, због контроверзног патента који је регистровао Џон Проктор, 1999. године. Он је одабрао и именовао сој жутог пасуља из семена донесеног из Мексика. Америчким патентом УС патентом бр. 5894079 (патент: Енола или жути пасуљ) одобрено POD-NERS, LLC, заштићено је ексклузивно право на увоз и продају жутог пасуља у САД од 1999. до 2008. године, када је након преиспитивања патент одбачен. |

## Токсичност
У многим сортама пасуља је присутно токсично једињење фитохемаглутинин, један од лектина, али се посебно доста налази у црвеном пасуљу. Бели пасуљ садржи око трећину количине токсина црвеног пасуља. Боб (Vicia faba) садржи 5 до 10% у односу на црвени пасуљ.
Фитохемаглутинин се може неутралисати ако пасуљ прокључа: десет минута кључања на 100 ° је довољно да токсин деградира, али не да се пасуљ скува. Америчка администрација за лекове и храну (FDA) препоручује кипуће кување до 30 минута, како би се осигурало да се постигне довољна температура за довољно дуго кухање да се токсин у потпуности уништи. За суви пасуљ, такође се препоручује почетно натапање од најмање 5 сати у води коју онда треба одбацити. Епидемије тровања су повезане с кухањем пасуља на спорим штедњацима.
Аглутинацијски потенцијали хемаглутинина из махунарки су објашњени тек половином 20. века, када су се фитохемаглутинини почели да се редовно користе и у припреми препарата за цитогенетичку анализу. Међутим, од давнина су се у „народној медицини” након уједа пса на ране стављале полутке зрна пасуља.
Главни симптоми тровања фитохемаглутинином су мучнина, повраћање и пролив. Симптоми тровања се јављају око једног до три сата након конзумирања непрописно припремљеног пасуља, а обично се реше у року од неколико сати. Потрошња и тако малих количина, као што је четири или пет сирових  натопљених семена, већ може изазвати симптоме. Бубрежасти црвени пасуљ је сигуран за употребу само ако се користи одмах након кувања. Пасуљ има и велике количине пурина, који се метаболизују у мокраћну киселину. Мокраћна киселина није отров као таква, али може покренути развој или погоршање гихта. Дакле, особама са гихтом се у прошлости саветовало да ограниче потрошњу пасуља. Међутим, на основу новијих истраживања, закључено је да умерен унос хране богате пуринима није повезан са повећаним ризиком од гихта.

## Производња
У 2010. години, укупна светска производња сувог зрна је била 23 милиона тона, на преко 30 милиона хектара. Светска производња зеленог пасуља у тој години је износила 17,7 милиона тона, убраних са око 15,1 милиона хектара. Године 2016, светска производња бораније била је 23,6 милиона тона, предвођена Кином са 79% од укупног броја (табела). Светска производња сушеног пасуља у 2016. години износила је 26,8 милиона тона, а водећи произвођачи били су Мјанмар, Индија и Бразил (табела).
| Производња сувог пасуља, 2016                 | Производња сувог пасуља, 2016 |
| Земља                                         | (милиона тона)                |
| --------------------------------------------- | ----------------------------- |
| Мјанмар                                       | 5,2                           |
| Индија                                        | 3,9                           |
| Бразил                                        | 2,6                           |
| Сједињене Државе                              | 1,2                           |
| Танзанија                                     | 1,2                           |
| Кина                                          | 1,1                           |
| Мексико                                       | 1,1                           |
| Свет                                          | 26,8                          |
| Извор: FAOSTAT организација Уједињених нација |                               |

| Продукција бораније, 2016                     | Продукција бораније, 2016 |
| Земља                                         | (милиона тона)            |
| --------------------------------------------- | ------------------------- |
| Кина                                          | 18,7                      |
| Индонезија                                    | 0,9                       |
| Турска                                        | 0,7                       |
| Индија                                        | 0,7                       |
| Свет                                          | 23,6                      |
| Извор: FAOSTAT организација Уједињених нација |                           |

## Хранљива својства
Пасуљ има изузетну калоричну вредност (100 грама пасуља има 143 килокалорија) али и све друге неопходне биолошке материје: протеине (26%), угљене хидрате (52%), масти (2,1%), затим све есенцијалне аминокиселине, лецитин, калијум, калцијум, фосфор, гвожђе. Љуска пасуља је богата пектином и другим тешко сварљивим садржајима те се не препоручује особама са желудачним, цревним и другим сметњама.

## Лековита својства
Пасуљ, а нарочито његове махуне имају и лековита својства. Махуне без семена су опробано средство за смањивање шећера у крви, а добре су и против упале бубрега и мокраћног мехура. Стабло, лист и цвет су поуздан диуретик. Захваљујући комбинацији влакана и фолне киселине штити од можданог удара и болести срца и дебелог црева.

## Доместификација
Култивисањем пасуља однеговано је 70 сорти, са вегетацијом од 70-90 дана. Родоначелником свих сорти, и саме врсте обичног пасуља (Phaseolus vulgaris), сматра се врста Phaseolus arvensis.
По висини стабљике дели се на:
- чучавац, висок до 60 cm,
- получучавац, 60—130 cm и
- приткаш, преко 130cm.

## Пасуљ на Балкану
На Балкан пасуљ је донесен из Италије у 17. веку. Најзаступљеније сорте пасуља у Србији данас су галеб, двадесетица, бисер, панонски градиштанац, панонски тетовац, побољшани градиштанац, златко, сремац.

## Галерија
- Phaseolus vulgaris